# Park Hallstadion
Het Park Hallstadion is een multifunctioneel stadion in Oswestry, een plaats in Engeland. 
Het stadion wordt vooral gebruikt voor voetbalwedstrijden, de voetbalclubs F.C. Oswestry Town en The New Saints FC (club uit Wales) maken gebruik van dit stadion. In het stadion is plaats voor 2.000 toeschouwers. Het stadion werd geopend in 1993. In 2015 werd van dit stadion gebruik gemaakt voor wedstrijden in de kwalificatiefase van het Europees kampioenschap voetbal vrouwen onder 19 van 2016.